# Sans travail
Sans travail (en russe : Без места ; Bez mesta) est une nouvelle d’Anton Tchekhov, parue en 1885.

## Historique
Sans travail est initialement publié dans la revue russe Le Journal de Pétersbourg, no 317, du 18 novembre 1885, sous le pseudonyme A.Tchekhonte. Aussi traduit en français sous le titre Sur le pavé.

## Résumé
Le licencié en droit Perepelkine écrit à son oncle Jean pour lui raconter ses mésaventures dans la quête d’un poste. Les lettres d’introduction que son oncle lui a données sont adressées à des gens dégoûtants.
Par exemple, la lettre adressée à Babkov de la compagnie de chemin de fer. Il a bien rencontré cet homme à son bureau. Babkov était entouré de poules de luxe qui ne travaillaient pas. De plus, Babkov lui a réclamé un pot-de-vin uniquement pour aller déposer sa demande chez le directeur. Il ressort immédiatement, effrayé d’une telle audace, quand, dans le couloir, il est rattrapé par un homme qui, contre cinq roubles, lui promet de déposer la lettre chez le directeur, directeur qui, selon ses dires, ne prendrait comme commission que la moitié de son traitement la première année.
La deuxième lettre, adressée à Chamkovitch, lui a ouvert les portes du bureau, mais il a dû lui payer le restaurant et le théâtre pour ne s’entendre promettre qu’une éventuelle place d’ici à six mois.
La troisième lettre, adressée à Khalatov, ne lui a rien ouvert du tout. Le portier lui a juste volé un billet de vingt-cinq roubles.
La quatrième lettre, adressée à Gryzodoubov a reçu un accueil différent, l’homme est jeune et cultivé et ne parle pas de pot-de-vin. Hélas ! quand il lui met un billet sur le bureau de l’homme, celui-ci ne s’en aperçoit pas. C’est raté encore une fois.
La lettre se termine sur une bonne nouvelle. On vient de sonner à la porte de Perepelkine. Gryzodoubov lui propose une place à soixante roubles par mois : il a dû trouver le billet.

## Édition française
- Sur le pavé, dans Œuvres de A.Tchekhov 1885, traduit par Madeleine Durand et Édouard Parayre, Les Éditeurs Français Réunis, 1955, numéro d’éditeur 431.